# Hafslund
Hafslund è un sobborgo situato ad est della città di Sarpsborg, nella contea di Østfold, in Norvegia. L'area urbana si trova sulla sponda orientale del fiume Glomma, vicino alla cascata di Sarpsfossen, a sud-est del centro di Sarpsborg.

## Storia ed etimologia
Prima del 1992 Hafslund faceva parte del comune di Skjeberg. Il nome del toponimo è composto da Hafr, nome che designa il "marito" in norreno, e lundr, che nella stessa lingua significa "boschetto". La ricca pesca praticata lungo il Glomma e il buon suolo morenico gettarono le basi per l'insediamento precoce della zona, si ritiene infatti che i primi nuclei abitativi permanenti nel territorio risalgano già a 5000 anni or sono. Nel parco del maniero di Hafslund (vd. infra) ci sono sculture di roccia originatesi 3000 anni fa.

## Il maniero di Hafslund

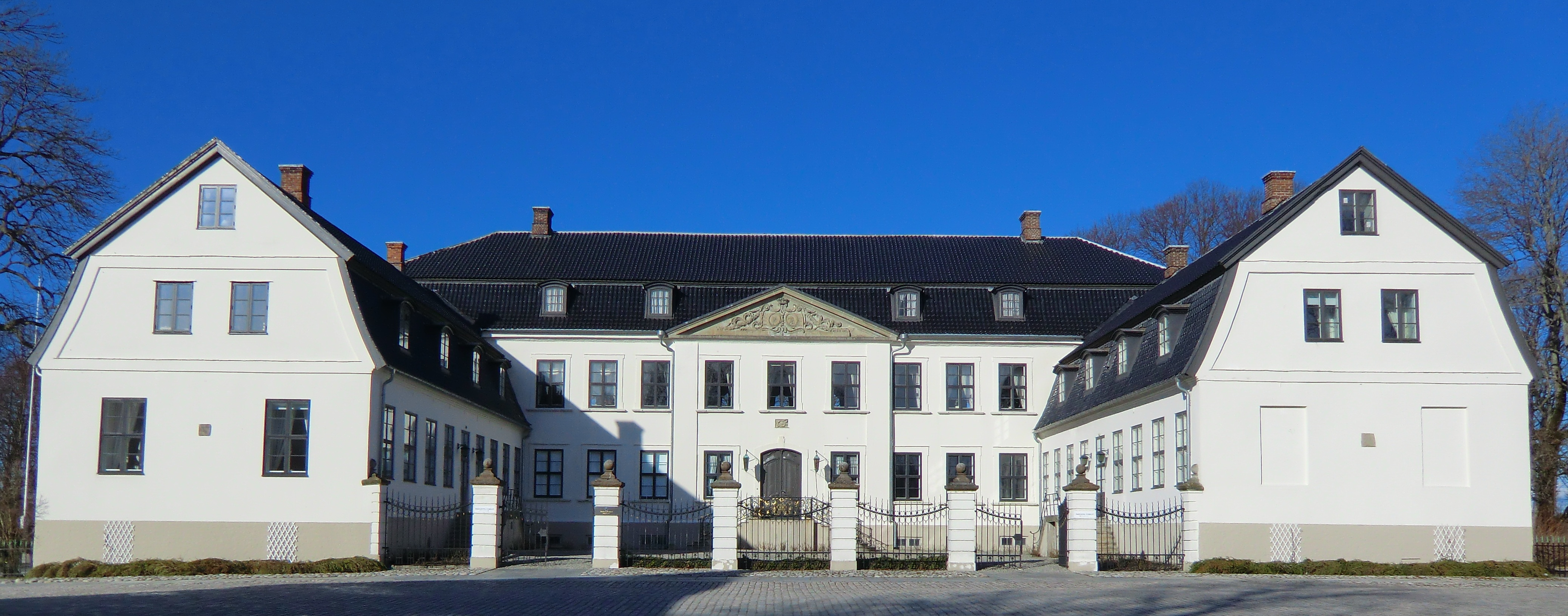
Il maniero di Hafslund

Il maniero di Hafslund (Hafslund Hovedgård) è una tenuta situata appena fuori dal centro abitato di Hafslund. Era proprietà dell'industriale Benjamin Wegner e della moglie Maren Juel, considerata durante la sua vita la donna più ricca della Norvegia. La proprietà è ora di oltre 2.400 ettari, di cui un quarto della sua superficie boschiva. Circa 800 ha sono destinati ad aree industriali o residenziali. 
La prima menzione pubblica di Hafslund è datata 1344, allorché il terreno apparteneva al re Magnus IV di Svezia. 
Il maniero risale al 1761. Venne costruito in seguito all'incendio dell'edificio preesistente in stile barocco, nell'autunno del 1757. Gli interni sono ben conservati. 
Il maniero di Hafslund è attualmente un monumento protetto di proprietà del gruppo industriale Hafslund ASA A, che utilizza la sala principale per riunioni e rappresentanza.